# Stellar (Sänger)
Stellar, eig. Sid Banerjee, ist ein indisch-US-amerikanischer Popsänger, Songwriter und Musikproduzent aus Lowell (Massachusetts), der in Los Angeles ansässig ist.

## Werdegang
Am 6. August 2019 veröffentlichte Stellar sein Debütmixtape Bipolar. Am 6. Mai 2020 veröffentlichte er die Debütsingle Ashes, die von der RIAA am 4. Januar 2022 mit Gold und am 9. Dezember 2024 mit Platin zertifiziert wurde. Die Goldene Schallplatte trug auch dazu bei, ihm einen Plattenvertrag bei Arista Records zu verschaffen. Seitdem veröffentlichte er zahlreiche Singles unter anderem auf bekannten Plattformen wie YouTube, Spotify oder Tidal. Martin Jensen remixte 2021 seinen Song Ashes.

## Diskografie

### Mixtapes
- 2019: Bipolar[1][2]

### Singles
- 2020: Ashes (US: Platin)[5][6]
- 2020: Blur[7]
- 2021: El Dorado[8]
- 2021: Ashes (Martin Jensen Remix)[9]
- 2021: Mistake[10]
- 2021: Daredevil[11][12]
- 2021: Bad Dream[13][14][15]
- 2022: Masquerade[16]
- 2022: Faith In Me[17]
- 2022: Moving On (with Stellar)[18]
- 2022: I’m Still Young[19]
- 2022: Stranger[20][21][22]
- 2023: Stuck On You
- 2023: Cold Outside
- 2023: Grave
- 2023: Smoking Gun
- 2023: More Than Friends
- 2023: Golden Years
- 2023: Joyride
- 2023: Naughty Girls
- 2024: No Angels
- 2024: Chains
- 2024: Like It Like That
- 2024: Red Flags
- 2024: California Caffeine
- 2024: Novacaine
- 2024: Mean It